# Starokatolická farnost Praha – Obec anglicky hovořících
Starokatolická farnost Praha – Obec anglicky hovořících je farnost Starokatolické církve v České republice se zvláštním statutem. Vznikla roku 1999, kdy byla pražská kongregace anglikánské církve registrována jako starokatolická farnost. Farnost si současně zachovává svazky s anglikánskou církví a její diecézí v Evropě (se sídlem v Gibraltaru) a koná bohoslužby v anglickém jazyce a s anglikánskou liturgií.
Na českém území působila anglikánská kongregace nejprve v Praze, a to se stálým duchovním v letech 1904–1914. Po první světové válce nebyla anglikánská duchovní správa v Československu obnovena; od 50. let 20. století spadali anglikánští věřící – především diplomaté a jiní cizinci žijící v Praze – především pod farnost (kaplanství) ve Vídni. Teprve v roce 1990 byla zřízena anglikánská církevní obec s vlastním duchovním, filiální k vídeňské farnosti, a začala konat bohoslužby v kostele svatého Klimenta patřícím Českobratrské církvi evangelické.
Anglikánská náboženská obec v Praze navázala kontakty se Starokatolickou církví v České republice, protože čeští starokatolíci a anglikáni sdílejí ekumenické společenství od roku 1878 a plné svátostné společenství od roku 1931. Dne 11. března 1999 byla anglikánská episkopální kongregace v Praze zaregistrována jako farnost Starokatolické církve pro anglicky mluvící věřící a 17. září 2000 podepsal příslušný zástupce anglikánské církve, evropský biskup John Hind, dohodu o sdílení biskupské jurisdikce nad pražskou anglikánskou obcí s biskupem starokatolické církve Dušanem Hejbalem. Podle této dohody vznikla samostatná farnost Praha – Obec anglicky hovořících, která je organizačně začleněna do české starokatolické církve a podléhá starokatolickému biskupovi jako ordináři, má však zvláštní statut: anglikánský biskup v Evropě je ve vztahu k této farnosti koadjutorem starokatolického biskupa, má prezentační právo na kněze a farnost si podržela kanonické, synodní a finanční (její provoz z poloviny hradí anglikánská církev) s diecézí anglikánské církve v Evropě.
Starokatolická farnost Praha – Obec anglicky hovořících je personální farnost a její působnost se vztahuje na všechny členy anglikánského společenství v České republice. Od roku 2012 zajišťuje rovněž stálé anglikánské bohoslužby v Brně.